# Lugalbanda
Lugalbanda byl legendární vládce Uruku.
Podle sumerského královského seznamu bývá řazen do první urucké dynastie a vládl 1200 let.

Zdá se být pravděpodobné, že jde o reálného vládce, který byl později pravděpodobně zbožněn, nejsou o tom sice přímé doklady, ale jeho jméno se objevuje s determinativem bůh.

## Rodinné poměry
- Otec: Enmerkar
- Matka: bohyně Uraš
- Manželka: bohyně Ninsuna
- Děti: Gilgameš

## V literatuře
Jsou známy dva mýty ve kterých Lugalbanda vystupuje, které dříve pravděpodobně tvořily jeden celek o zhruba 900 verších.
- Lugalbanda v temných horách (též Putující hrdina Lugalbanda, někdy i Lugalbanda a hora Churrum). Král Enmerkar vytáhne do boje proti Arattě (není známo proč), v půli cestě Lugalbanda ochrne a nemůže pokračovat, ani se vrátit do Uruku, vojáci ho odnesou do jeskyně, kde mu nechají jídlo a táhnou dál. Lugalbanda po několika (více než dvou) dnech procitne, vyleze s jeskyně a vidí Inannu (Večernice), Uta (slunce) a Nanna (měsíc), začne se k nim modlit. Utu mu pošle rostlinu a vodu života, Lugalbanda to sní a uzdraví se. Poté si rozdělá oheň (křesáním křemenů), chytne zubra a divokou kozu, zvířata spoutá, ale již nemá sílu je zabít. Ve snu se mu zjevil nějaký bůh (neví se jaký), poradí mu, aby zabil a vyvrhl chycená zvířata, v hadí jámě udělal úlitbu krve a jejich srdce pak obětoval Utuovi. Lugalbanda to učiní a poté začne péci ulovená zvířata, vůně masa přiláká bohy (An, Enlil, Enki, Ninchursanga) a jedí s ním. Mýtus končí v okamžiku, kdy bohové opouštějí hostinu a s Lugalbandou zůstávají pouze dobří démoni. Zdá se být nepravděpodobné, že toto byl skutečně konec.
- Lugalbanda a Enmerkar (též Lugalbanda II., nebo Epos o Lugalbandovi). Poté, co Lugalbanda procitne v jeskyni, zjistí, že neví, kde je, proto jde k hoře Zabu, kde hnízdí Anzu. Jeho hnízdo je na stromě na vrcholku hory, když tam vyleze, najde zde hladová mláďata, která nakrmí. Když se pak Anzu a jeho žena (orlové) vrátí, schová se, oni ho najdou, a za to, že se jim postaral o mláďata, mu nabízí nejprve nesmrtelnost, bohatství, bezstarostný život, atp. Lugalbanda to odmítne a přeje si být silný a rychlý, aby se mohl vrátit do Uruku. Anzu mu to splní, ale napřed ho požádá, aby o setkání s ním a o svých schopnostech nikomu neříkal. Poté se Lugalbanda dostane ke svým vojákům. Ti rok neúspěšně obléhají Arattu, a protože jim nepřítel odřízne ústupové cesty, rozhodne se Enmerkar vyslat posla do Uruku, který by požádal Inannu o pomoc. Poslem se přes varování dobrovolně stane Lugalbanda, schopný urazit neuvěřitelnou vzdálenost přes sedm pohoří během jediného dne. Inanna odpoví podobenstvím s návodem, jak uchvátit moc nad Arattou a jejími zdroji.